# 土居丈朗
土居 丈朗（どい たけろう、1970年（昭和45年）8月17日 - ）は、日本の経済学者。専門は、財政学・公共経済学・政治経済学・経済政策論。学位は、博士（経済学）（東京大学・1999年）。慶應義塾大学経済学部教授。奈良県出身。渾名はドクトルベジタブル。

## 略歴

### 学歴
- 1989年4月 大阪大学経済学部経済学科入学
- 1991年4月 井堀利宏ゼミに入る
- 1993年3月 大阪大学経済学部経済学科卒業
- 1993年4月 東京大学大学院経済学研究科第二種博士課程入学
- 1995年3月 東京大学より修士（経済学）の学位を取得
- 1999年3月 東京大学大学院経済学研究科第二種博士課程修了。博士（経済学）の学位を取得。

### 教職

#### 常勤
- 1998年4月 - 1999年3月 東京大学社会科学研究所助手
- 1999年4月 - 2002年3月 慶應義塾大学経済学部経済学科専任講師
- 2002年8月 - 2004年3月 慶應義塾大学経済学部経済学科客員助教授
- 2004年4月 - 2009年3月 慶應義塾大学経済学部経済学科助教授 （2007年3月より准教授）
- 2009年4月 - 慶應義塾大学経済学部経済学科教授

#### 非常勤
- 2001年9月 - 2002年8月 カリフォルニア大学サンディエゴ校国際関係・環太平洋地域研究大学院客員研究員
- 2004年4月 - 2009年3月 放送大学客員助教授（2007年3月より客員准教授）
- 2004年10月 - 2005年3月 一橋大学経済研究所客員助教授
- 2009年4月 - 2010年3月 放送大学客員教授
- 2010年4月 - 一橋大学経済研究所客員研究員

#### 非常勤講師
- 1999年 青山学院大学経済学部
- 2004年1月 - 2010年3月 放送大学大学院文化科学研究科主任講師
- 2005年 早稲田大学大学院ファイナンス研究科
- 2008年 筑波大学大学院人文社会科学研究科インターファカルティ教育研究イニシアティブ 外部アドバイザー教員

### 官職
- 2002年8月 - 2004年3月 財務省財務総合政策研究所主任研究官（任期付一般職国家公務員）

### 研究職
- 1995年4月 - 1998年3月 日本学術振興会特別研究員
- 1996年8月 - 1998年3月 国民経済研究協会客員研究員
- 1998年6月 - 2003年10月 経済社会総合研究所（旧経済企画庁経済研究所）客員研究員
- 2000年4月 - 2001年3月 東京大学空間情報科学研究センター共同研究員
- 2000年10月 - 2001年10月 三菱経済研究所研究員
- 2001年1月 - 2001年3月 国土交通政策研究所客員研究官
- 2001年4月 - 日本医師会総合政策研究機構客員研究員
- 2002年10月 - 2003年3月 財務総合政策研究所税制研究会メンバー
- 2003年1月 - 2004年3月 経済産業研究所コンサルティング・フェロー
- 2004年4月 - 東京経済研究センターフェロー
- 2004年4月 - 財務総合政策研究所特別研究官
- 2004年6月 - 2005年6月 経済社会総合研究所客員研究員
- 2004年9月 - 2005年3月 財務総合政策研究所社会保障に関する研究会メンバー
- 2005年7月 - 2006年3月 経済産業研究所ファカルティ・フェロー
- 2006年8月 - 2007年5月 日本租税総合研究所研究顧問

### 学会役員
- 2000年4月 - 2006年3月 公共選択学会幹事
- 2004年5月 - 2012年4月 東京経済研究センター （TCER）理事
- 2006年4月 - 公共選択学会理事
- 2006年8月 - 日本学術会議連携会員
- 2008年4月 - 2013年3月 日本財政学会理事
- 2010年3月 - 日本自治創造学会理事
- 2010年10月 - 日本財政学会『財政研究』編集委員
- 2013年 日本財政学会第70回記念大会 実行委員長
- 2013年4月 - 『経済分析』（内閣府 経済社会総合研究所）編集委員・編集評議委員
- 2013年4月 - 日本財政学会常任理事

### 審議会・研究会委員等
- 1998年9月 - 1999年3月 社会保障制度審議会社会経済研究会研究員
- 1999年10月 - 2000年6月 財政金融研究所21世紀初頭の財政政策のあり方に関する研究会委員
- 2003年4月 - 2009年9月 日本商工会議所行財政改革小委員会委員
- 2003年10月 - 2004年3月 財務総合政策研究所財政を巡る諸問題に関する研究会メンバー
- 2004年4月 - 2008年12月 財政制度等審議会財政制度分科会専門委員
- 2005年1月 - 日本商工会議所政策委員会学識委員、東京商工会議所政策委員会学識委員
- 2005年4月 - 2007年3月 産業構造審議会基本政策部会臨時委員
- 2005年9月 - 2009年4月 国土審議会専門委員
- 2006年10月 - 2007年3月 財務総合政策研究所地方財政のあり方等に関する研究会メンバー
- 2006年10月 - 2007年11月 武蔵野市事務事業・補助金見直し委員会委員
- 2007年2月 - 財務省財政投融資に関する基本問題検討会委員
- 2007年3月 - 2009年10月 税制調査会専門委員
- 2008年10月 - 地方自治研究機構自治体マネジメント研究会委員
- 2009年1月 - 2010年4月 財政制度等審議会財政制度分科会・財政投融資分科会臨時委員
- 2009年4月 - 東京都税制調査会委員
- 2009年10月 - 日本商工会議所行財政改革専門委員会委員
- 2009年11月 - 東京の自治のあり方研究会委員
- 2009年12月 - 2011年12月 国家公務員採用I種試験専門試験（記述式）試験専門委員（財政学）
- 2010年4月 - 財政制度等審議会委員
- 2010年5月 - 2012年5月 社会保障審議会介護保険部会臨時委員
- 2010年7月 - 国土交通省独立行政法人評価委員会住宅金融支援機構分科会臨時委員
- 2010年11月 - 2011年4月 財務総合政策研究所世界経済の新たな動きに関する研究会メンバー
- 2010年11月 - 2010年12月 政府・与党社会保障改革検討本部 社会保障改革に関する有識者検討会委員
- 2011年2月 - 日本商工会議所税制委員会委員
- 2011年3月 - 東京商工会議所税制委員会委員
- 2011年6月 - 文部科学省公立義務教育諸学校の学級規模及び教職員配置の適正化に関する検討会議委員
- 2011年9月 - 2012年4月 行政刷新会議独立行政法人改革に関する分科会委員
- 2011年10月 - 内閣府経済社会構造に関する有識者会議 財政と社会保障の持続可能性に関する「経済分析ワーキング・グループ」専門委員
- 2011年12月 - 国家公務員採用総合職試験 第2次試験（記述式）試験専門委員（財政学）
- 2012年2月 - 2012年8月 行政刷新会議独立行政法人都市再生機構のあり方に関する検討会委員
- 2012年2月24日 - 大阪市特別顧問
- 2012年4月26日 - 大阪府特別顧問
- 2013年2月 - 行政改革推進会議議員
- 2013年6月 - 税制調査会委員
- 2013年10月 - 銚子市行財政改革審議会委員
- 2013年10月 - 2014年6月 国・行政のあり方に関する懇談会メンバー
- 2014年4月 - 経済産業省日本の「稼ぐ力」創出研究会委員
- 2014年6月 - 社会保障制度改革推進会議委員
- 2014年8月 - 社会保障制度改革推進本部医療・介護情報の活用による改革の推進に関する専門調査会委員
- 2014年9月 - 社会保障制度改革推進本部医療・介護情報の分析・検討ワーキンググループ委員
- 2014年10月 - 教育再生実行会議第3分科会構成員

## 主張
- 消費税増税によって、97年に家計の消費が減少したという現象は観察されていないとする[1]。
- 新型コロナウイルス感染症収束直後に、供給制約がより強く作用すれば、インフレに転じることもあり得る、と主張した[2]。
- 共稼ぎ世帯で就業調整が起きる「130万円の壁」の解消策として、被扶養者となる基準を106万円に引き下げる形で被用者保険の適用拡大をするとともに、必要に応じて、財源を確保することを前提に所得税制で社会保険料割引税額控除を新設することを提言している。[3]。

## 著作

### 単著
- 『地方財政の政治経済学』（東洋経済新報社、2000年6月 ISBN 4492620532）
- 『地域から見た日本経済と財政政策』（三菱経済研究所、2002年3月）
- 『財政学から見た日本経済』（光文社新書、2002年10月 ISBN 4334031625）
- 『入門｜公共経済学』（日本評論社、2002年11月 ISBN 4535552916）
- 『アリとキリギリスの日本経済入門』（東洋経済新報社、2003年12月 ISBN 4492394192・筑摩書房（ちくま文庫）、2010年1月 ISBN 9784480426796）
- 『三位一体改革ここが問題だ』（東洋経済新報社、2004年12月 ISBN 4492620591）
- 『経済政策II 財政金融政策』（放送大学教育振興会, 2005年3月 ISBN 4595134215）
- 『地方債改革の経済学』（日本経済新聞出版社, 2007年6月 ISBN 9784532133344）
- 『入門｜公共経済学第２版』（日本評論社、2018年3月 ISBN 9784535558915）
- 『入門｜財政学第２版』（日本評論社、2021年4月 ISBN 9784535540071）

### 共著
- 『日本政治の経済分析』（井堀利宏）（木鐸社、1998年1月 ISBN 4833222531）
- 『財政読本』（井堀利宏）（東洋経済新報社、2000年4月（第5版） ISBN 4492082980、2001年4月（第6版） ISBN 4492100032）
- "The Public Sector in Japan"（井堀利宏）（Edward Elgar Publishing（英語版）、2009年2月 ISBN 9781847203625）
- 『日本経済「余命3年」 〈徹底討論〉財政危機をどう乗り越えるか』（竹中平蔵、池田信夫、鈴木亘）（PHP研究所、2010年11月 ISBN 9784569792910）
- 『現代地方自治の課題』（佐々木信夫、外山公美、牛山久仁彦、岩井奉信）（学陽書房、2011年8月 ISBN 9784313161412）

### 編著
- 『地方分権改革の経済学』（日本評論社、2004年3月 ISBN 453555398X）
- 『中小企業金融と日本経済』（吉野直行、藤田康範と共編）（慶應義塾大学出版会、2006年7月 ISBN 4766412451）
- 『日本の税をどう見直すか』（日本経済新聞出版社、2010年6月 ISBN 9784532133887）
- 『日本の財政をどう立て直すか』（日本経済新聞出版社、2012年2月 ISBN 9784532134181）
- 『平成の経済政策はどう決められたか アベノミクスの源流をさぐる』（中央公論新社<中公選書>、2020年5月 ISBN 4121101073）

### 翻訳
- 『成功する政府 失敗する政府』（A.グレーザー、L.S.ローゼンバーグ）（井堀利宏、寺井公子と共訳）（岩波書店、2004年6月 ISBN 4000236458）

## 受賞等
- 2007年11月5日 第50回日経・経済図書文化賞：『地方債改革の経済学』 土居丈朗著（日本経済新聞出版社、2007年）
- 2007年11月9日 義塾賞 慶應義塾大学
- 2007年12月11日 第29回サントリー学芸賞（政治・経済部門）：『地方債改革の経済学』 土居丈朗著（日本経済新聞出版社、2007年）
- 2009年 特選塾員 慶應義塾大学